# Ergane
Ergane là một chi nhện trong họ Salticidae.